# Symphonic Suite Final Fantasy
Orchestral album arrangé de Final Fantasy et Final Fantasy II (développé et édité par Square pour Famicom).

## Fiche technique
- Label: Datam Polystar (1st Edition), Polystar (Réédition)
- Catalogue No.: H28X-10007, PSCR-5253
- Date de sortie: 25 juillet 1989, 25 mars 1994
- Original Composition: Nobuo Uematsu
- Arrangement: Katsuhisa Hattori (1 à 4) Takayuki Hattori (5 à 7)
- Performance: Tokyo Symphony Orchestra

## Liste des musiques
| No | Titre             | Durée |
| -- | ----------------- | ----- |
| 1. | SCENE I           |       |
| 2. | SCENE II          |       |
| 3. | SCENE III         |       |
| 4. | SCENE IV          |       |
| 5. | SCENE V ~PRELUDE~ |       |
| 6. | SCENE VI          |       |
| 7. | SCENE VII         |       |